# 6 Underground
6 Underground – amerykański film akcji z 2019 roku w reżyserii Michaela Baya.

## Fabuła
Miliarder uważany za martwego (Ryan Reynolds) zbiera drużynę, by anonimowo wymierzać sprawiedliwość tam gdzie prawo zawodzi.

## Obsada
- Ryan Reynolds – One
- Mélanie Laurent – Camille / Two
- Manuel Garcia-Rulfo – Javier / Three
- Ben Hardy – Billy / Four
- Adria Arjona – Amelia / Five
- Dave Franco – David / Six
- Corey Hawkins – Blaine / Seven
- Lior Raz – Rovach Alimov
- Payman Maadi – Murat Alimov

## Odbiór

### Krytyka w mediach
Film spotkał się z negatywną reakcją krytyków. W serwisie Rotten Tomatoes 36% ze 88 recenzji jest pozytywne, a średnia ocen wyniosła 4,58/10. Na portalu Metacritic średnia ocen z 22 recenzji wyniosła 41 punktów na 100.